# Top
top — консольна команда UNIX-сумісних операційних систем, виводить список процесів. Команда top показує список процесів, що працюють в цей час, і інформацію про них, включаючи використання ними пам'яті і процесора.
Список інтерактивно формується в реальному часі. Для того, щоб вийти з програми top, натисніть клавішу [q].
Корисні інтерактивні команди, які можна використовувати в top:
- [Пробіл] Негайно відновити вміст екрану
- [h] Вивести довідку про програму
- [k] Знищити процес. Програма запрошує у вас код процесу і сигнал, який буде йому посланий.
- [n] Змінити число процесів, що відображаються. Вам пропонується ввести число.
- [u] Сортувати за іменем користувача.
- [M] Сортувати за об'ємом використовуваній пам'яті.
- [P] Сортувати за завантаженням процесора.

Альтернативою top є команда ps.